# 皮薩里夫卡 (波爾塔瓦區)
49°25′27″N 34°36′33″E / 49.42417°N 34.60917°E
皮薩里夫卡（羅馬化：Pysarivka）是位於烏克蘭中部波爾塔瓦州波爾塔瓦區的村莊，距離奧胡伊夫卡4.5公里，面積2.3平方公里，海拔高度81米，2001年人口713。